# اكفين
اكفين هو موقع أثري في أوكروغ تشوكوتكا المستقلة الروسية. تقع على بعد 30 كم من قرية أولين. هنا تم اكتشاف مقبرة إسكيمو عمرها 2000 عام من ثقافة بحر بيرنغ القديم من قبل د. "سيرجيف وسا أروتيونوف". عثروا على قبور مصنوعة من الخشب والحجر وعظام الحيتان. كما تم دفن امرأة مسنة بقناع خشبي.
تعتبر إيكفين واحدة من أهم الاكتشافات الأثرية في هذا المجال وتتنافس فقط مع موقع إيبيوتاك في ألاسكا الولايات المتحدة الأمريكية. أنتجت الاكتشافات الأثرية هنا صورة أوضح لثقافة بحر بيرينغ القديم. على سبيل المثال ، تم العثور على الكثير من الأدلة على أنثى الشامان. إجمالاً ، يوجد في إكفين حوالي 100 قبر لا يزال عالم الآثار الروسي "ميخائيل برونشتاين" يدرسها.
1. ↑  "Постановление Совета Министров РСФСР № 624 от 04.12.1974".